# Hôpital Foch
L’hôpital Foch est un établissement de santé français situé à Suresnes (Hauts-de-Seine). Ouvert en 1936, il appartient à la Fondation Foch, qui en a confié la gestion à l'association Hôpital Foch.
Établissement de santé privé d'intérêt collectif (ESPIC), l'hôpital est aujourd'hui l'un des plus grands d'Île-de-France. Il s'est notamment spécialisé dans les domaines des pathologies pulmonaires et respiratoires, rénales et urologiques, ainsi qu'en neurosciences.

## Accès
L'hôpital est situé 40 rue Worth, au croisement avec l'avenue Franklin-Roosevelt.
Il est desservi par les lignes L et U du réseau Transilien, la gare de Suresnes-Mont-Valérien se trouvant face à l'entrée de l'établissement. La station Suresnes-Longchamp du tramway 2 est située à proximité, en contrebas.

## Historique

### Fondation

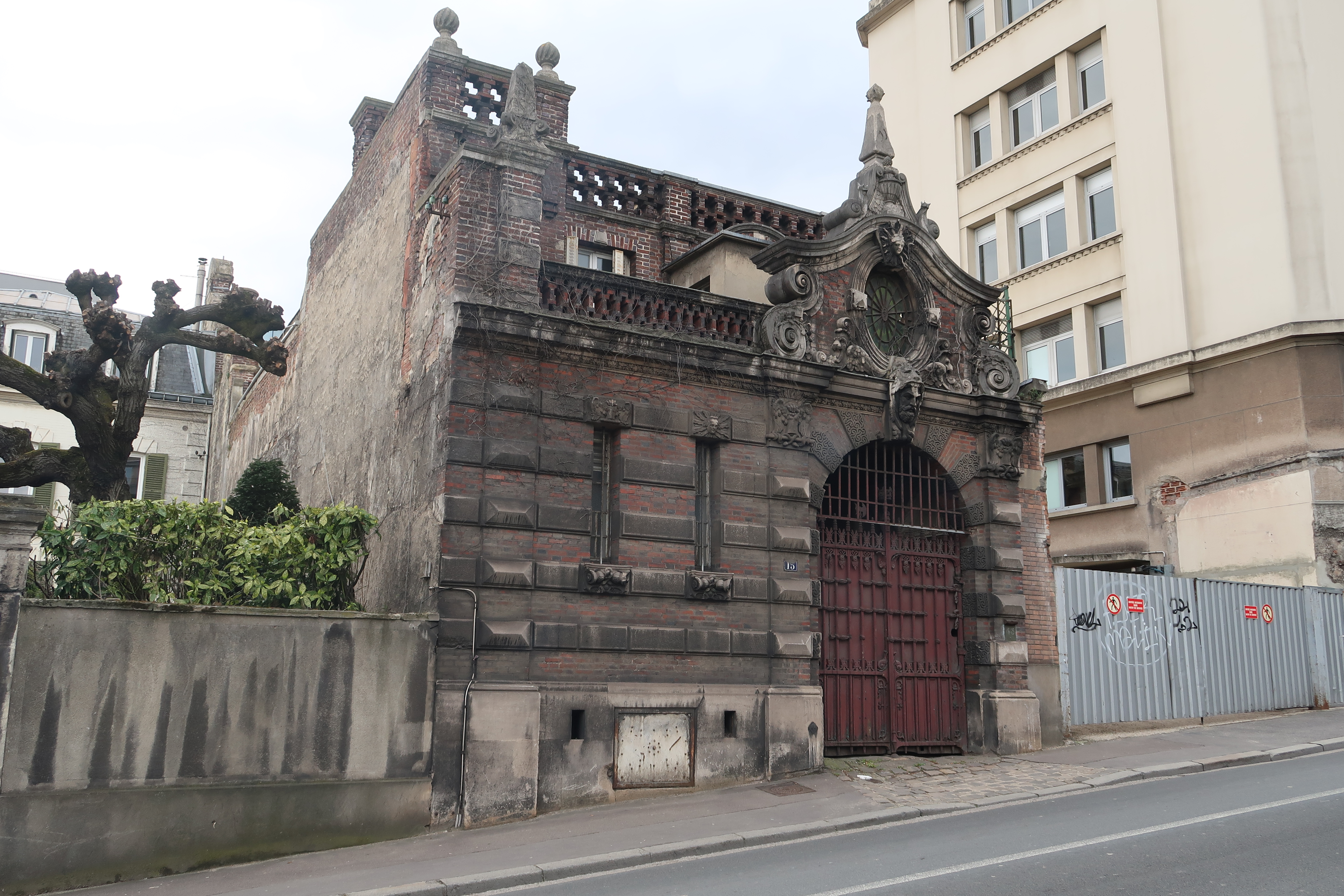
La porte monumentale de l'avenue Franklin-Roosevelt, avec une partie des nouveaux bâtiments sur la droite.

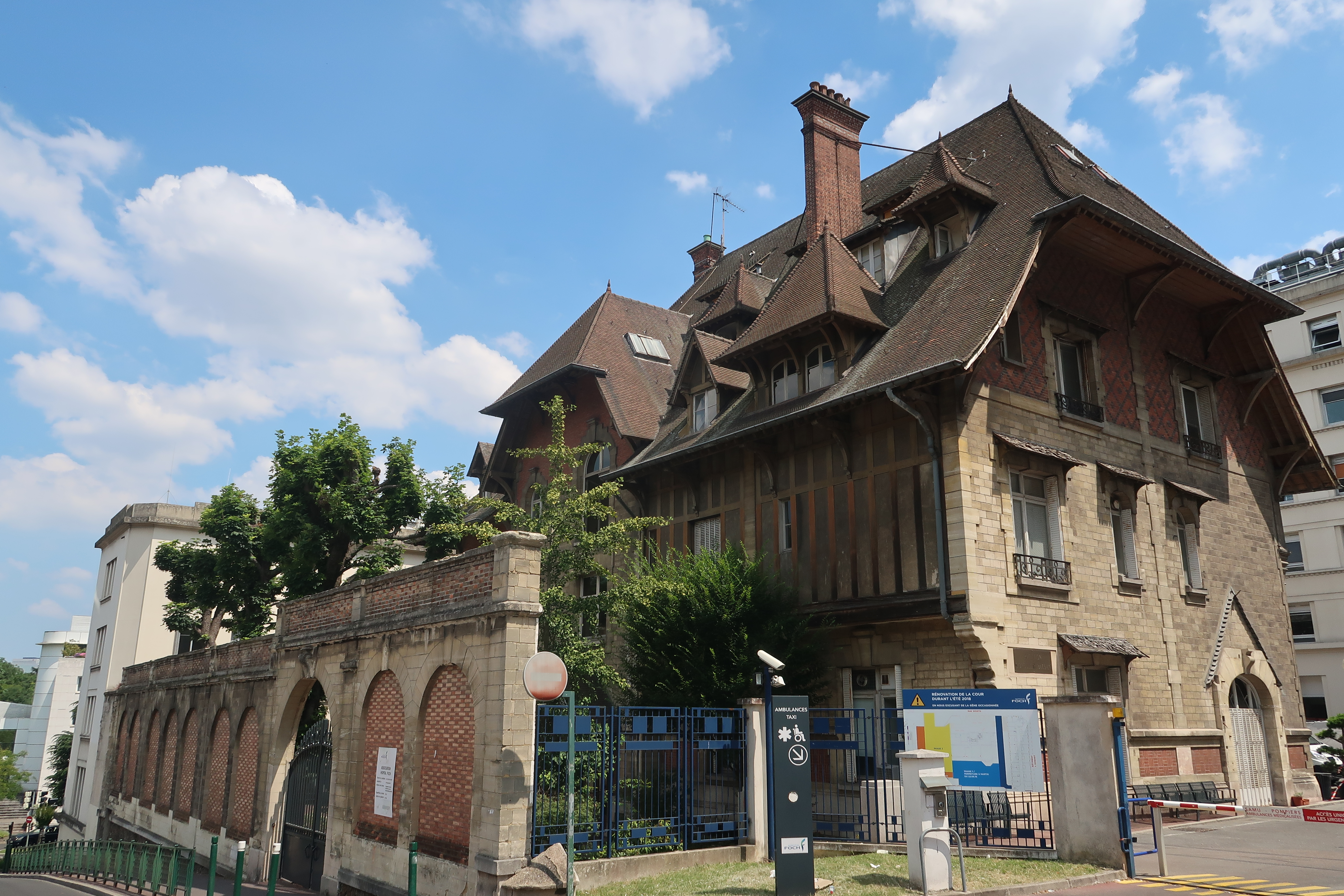
Pavillon Balsan.

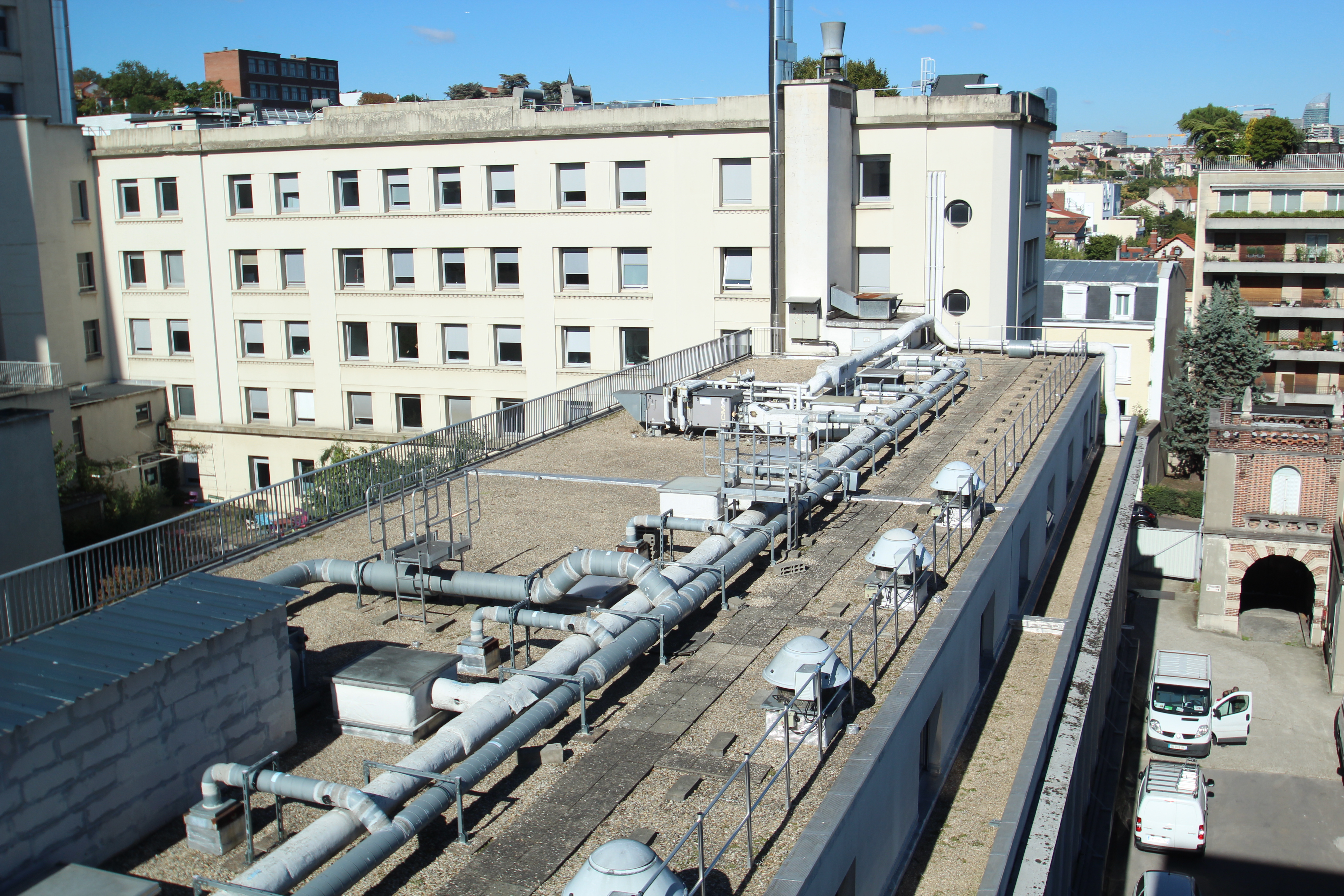
Une aile des bâtiments modernes.

En 1926, l'Américain Bernard Flursheim (chargé de réorganiser la Croix-Rouge américaine et de distribuer des stocks médicaux en Europe après le premier conflit mondial) et le sénateur français Justin Godart envisagent de créer dans la région parisienne une clinique destinée aux classes moyennes,. En effet comme le souligne en 2018 le président de la Fondation Foch Jean-Louis Bühl, « à l'époque, il n'y avait pas encore de sécurité sociale. Une partie de la population n'était pas assez pauvre pour bénéficier de l'aide sociale et pas assez riche pour payer l'hôpital ».
L'installation du projet à Suresnes est soutenue par le maire socialiste Henri Sellier, déjà promoteur d'une politique urbaine volontariste marquée par l'hygiénisme.
Reconnue d’utilité publique en 1929, la Fondation médicale franco-américaine du mont Valérien (dite « Fondation Maréchal-Foch ») est créée pour en assurer la construction et la gestion. L'architecte M. Fouque est chargé des plans. La première pierre est posée le 20 mars 1931. La veuve de Foch (mort en 1929) accepte que le futur hôpital porte le nom de son défunt mari.
À partir de 1932, un hôpital de 350 chambres individuelles et une école d'infirmières sont ainsi construits sur les terrains de l'ancienne propriété de Charles Frederick Worth, le couturier de l'impératrice Eugénie. Dans les années 1860, ce dernier avait en effet fait élever sur le site une riche demeure par l'architecte Denis Darcy, ornant son parc de ruines issues du palais incendié des Tuileries. Ne subsistent de nos jours de la période Worth qu'une porte monumentale 15 avenue Franklin-Roosevelt et un pavillon de style néo-normand datant de 1892, construit à la demande du fils du couturier, Gaston Worth, réplique de la villa les Bleuets de son frère Jean-Philippe, en Suisse, dit « pavillon Balsan » (hommage a posteriori à la milliardaire Consuelo Vanderbilt, deuxième épouse du pionnier de l’aéronautique Jacques Balsan, qui fut à l'origine de la collecte de fonds destinée au financement de la construction de l'hôpital, soutenue dans cette entreprise par le Comité des dames). Les héritiers Worth avaient mis comme condition de la vente de la propriété que le pavillon soit conservé au sein du futur hôpital. De nos jours s'y trouvent les bureaux de la direction de l'hôpital et ceux de la fondation.
L'État subventionne plus de la moitié de la somme nécessaire aux travaux, soit 20 millions d'anciens francs. L'inauguration officielle de l'hôpital a lieu le 25 octobre 1936, en présence du président de la République Albert Lebrun, du président du Conseil Léon Blum, de l'ambassadeur américain en France et de la veuve du maréchal. L'hôpital entre en service en 1937.
En région parisienne, l'hôpital Foch est de la même époque que l'hôpital Raymond-Poincaré et l'hôpital Avicenne.

### Seconde Guerre mondiale et après-guerre

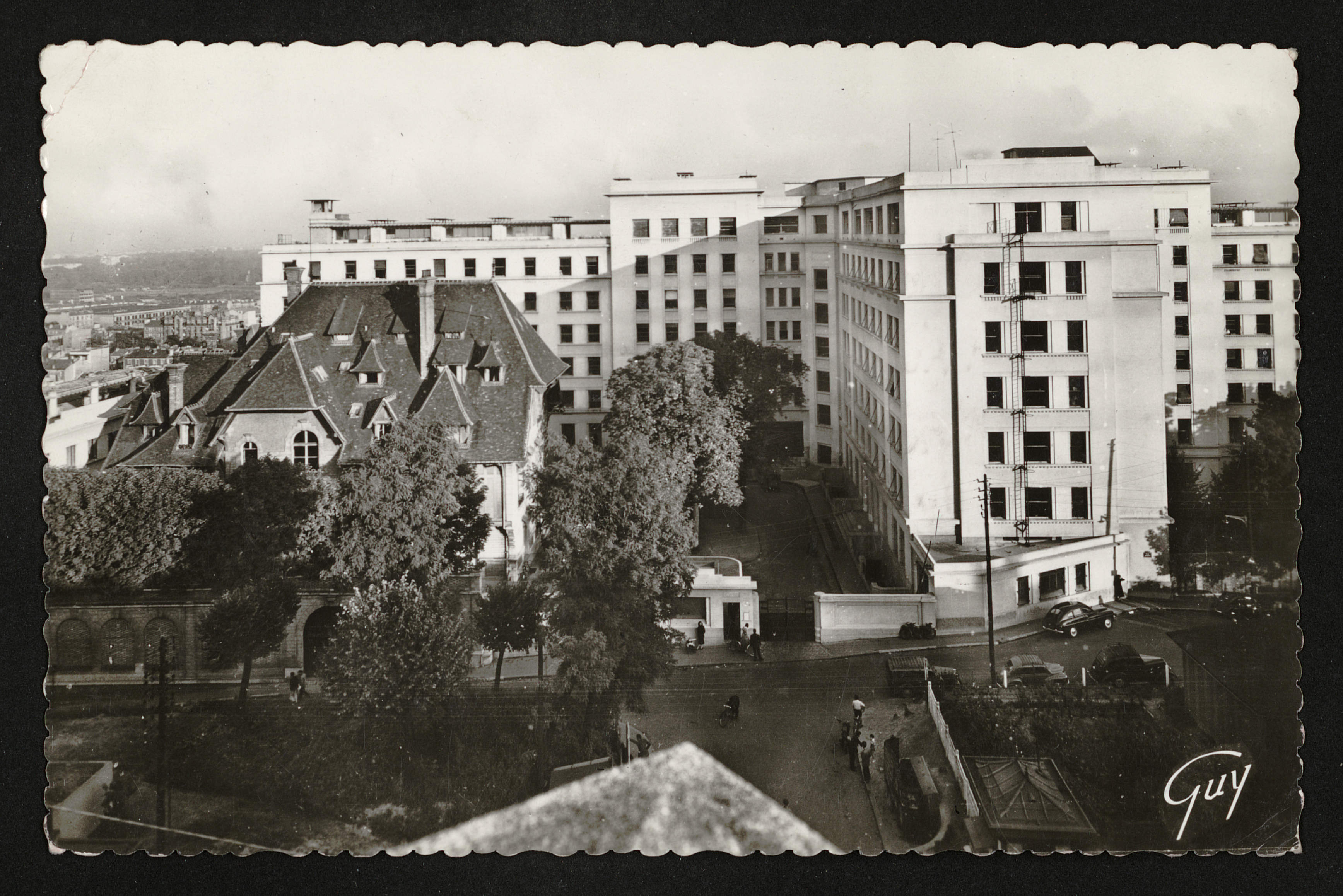
L'hôpital dans les années 1950.

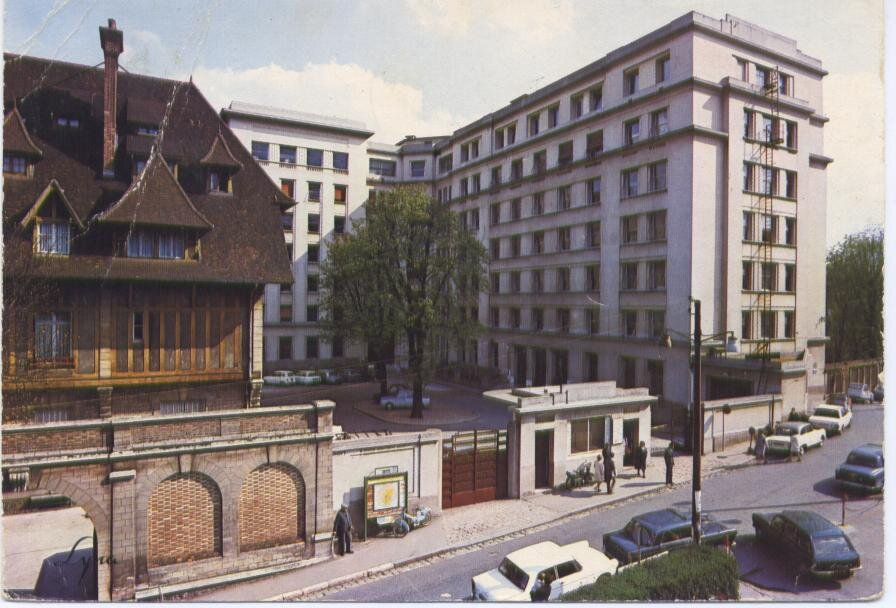
L'hôpital dans les années 1970.

Au début de la Seconde Guerre mondiale, l'hôpital est réquisitionné par l'armée française. Sous l'Occupation, l'armée allemande lui succède à partir de juin 1940 et y reste jusqu'en janvier 1944, date à laquelle les services médicaux du Reich sont transférés à l'hôpital Raymond-Poincaré de Garches, moins susceptible d'être bombardé. Le personnel de Garches vient alors à travailler l'hôpital de Suresnes. Celui-ci, de couleur blanche, était particulièrement visible ; les Allemands le font donc repeindre en vert par leurs services de camouflage. Des échelles extérieures sont installées aux fenêtres afin de pouvoir évacuer rapidement l'édifice en cas d'attaque.
Après la Libération, l'hôpital change de statut et devient une structure à caractère social. L'Assistance publique le prend alors en charge. En 1947, grâce à un don de la princesse de Polignac Winnaretta Singer, un nouveau bâtiment doté de dix chambres est construit, destiné à des malades sans ressources. La gestion de l'établissement est confiée de 1949 au 31 décembre 1995 à la caisse de prévoyance de la SNCF, si bien que l'hôpital Foch est longtemps considéré comme « l'hôpital de la SNCF ».
En 1960 sont réalisées à l'hôpital Foch les premières transplantations rénales entre patients non jumeaux. Il s'agit d'une première mondiale.

### Depuis les années 1990
En 1996, un an après l'intervention décisive de la ministre de la Santé Simone Veil, la Fondation Foch, le conseil général des Hauts-de-Seine et la ville de Suresnes créent l'association Hôpital Foch, afin de reprendre et opérer la gestion de l'hôpital. À ce moment-là, on constate que les bâtiments ne sont plus aux normes de sécurité. Le coût des travaux est estimé à 109 millions d'euros par des experts, aux frais de l'ancien propriétaire, la SNCF. En 2008, un accord est trouvé, sous la médiation du secrétaire général de la présidence de la République française Claude Guéant : la SNCF accepte de régler seulement 25 millions, alors que le trésorier de la Fondation Foch, Augustin d'Aboville, demandait au moins 88 millions d'euros. En 2013, un rapport de l'Inspection générale des affaires sociales met en évidence les liens financiers complexes qui unissent l'association, qui exploite l'hôpital, et la fondation, qui est propriétaire des bâtiments.
En 1998, l'hôpital est rénové, puis agrandi en 2011 par l'agence Cro&Co Architecture, par l'ajout de bâtiments consacrés à la maternité et aux services d'urgence, offrant 25 000 m2 supplémentaires. Une maison médicale de garde ouverte en 2011 permet par ailleurs d'assurer la continuité des soins les dimanches et les jours fériés. Il s'agit actuellement du plus grand hôpital universitaire privé d'Île-de-France.
Comme les autres établissements de santé, l'hôpital Foch est particulièrement mobilisé lors de la pandémie de Covid-19,,,. En novembre 2020 y est réalisée la première greffe pulmonaire en France pour un malade de ce virus.
Le pavillon Balsan, très dégradé, doit faire l'objet de travaux, estimés à 275 000 euros. Une collecte de fonds est lancée au tournant de la décennie sur le site Internet de la Fondation du patrimoine afin de récolter 50 000 euros,.
Début 2025, Mary, reine du Danemark, visite l'hôpital.

## Fondation Foch
C'est en 1996 que la Fondation Foch reprend en main l'hôpital et le confie à l'association Hôpital Foch. Encore de nos jours principalement soutenue par de nombreux dons (10 000 donateurs réguliers) et legs (4 millions d'euros en 2015-2016), la fondation finance à la fois les travaux de rénovation de l'hôpital, l'approvisionnement en équipements de haute technologie ainsi que les travaux de recherche médicale ou de formation de pointe d'équipes médicales. Au début du XXIe siècle, elle a notamment permis l'ouverture d'un centre d'aide médicale, l'acquisition d'un laser Holmium, du système de navigation pulmonaire Broncchus Lungpoint, le programme de réhabilitation des greffons pulmonaires mené par les équipes du docteur Sage ou encore la mise en place d'une plateforme infirmière de suivi à domicile. Entre 1999 et 2015, la Fondation Foch verse 40 millions d'euros à l'hôpital. En 2018, la fondation reçoit le label « Don en confiance ». La fondation lance la même année une nouvelle campagne d'appel au don afin de moderniser, de numériser et de robotiser l'hôpital. Un spectromètre de masse est notamment acquis ; d'un coût de 429 000 €, il permet de diagnostiquer de nombreuses maladies dans l'haleine des patients.

## Activité
En 2010, l'activité de l'hôpital Foch repose sur un effectif de 2 000 collaborateurs, dont 300 médecins, réalisant notamment 226 000 consultations externes, 39 700 hospitalisations, 2 775 naissances et plus d'une centaine de transplantations d'organes (reins, poumons).

## Partenariats
La Foulée suresnoise est une course à pied dédiée depuis 2005 au don d’organes, en partenariat avec l'hôpital Foch. L'hôpital est aussi partenaire de l'université de Versailles – Saint-Quentin-en-Yvelines, notamment à travers une chaire de transplantation.

## Personnalités liées à l'hôpital
Du fait de l'activité de l'hôpital Foch, un certain nombre de personnalités sont nées ou décédées à Suresnes. Une partie des noms cités dans les catégories suivantes est donc liée à l'hôpital :